# Płyta okinawska

Płyta eurazjatycka zaznaczona na zielono

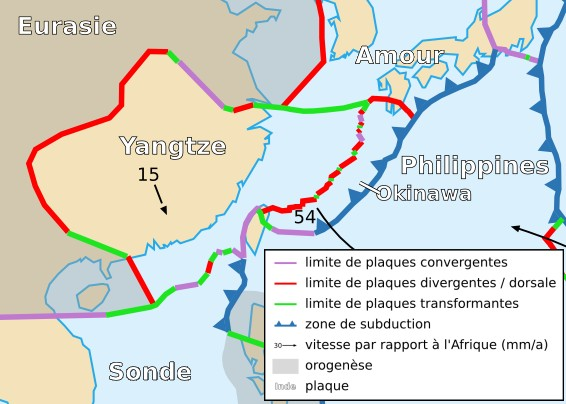
Płyta okinawska

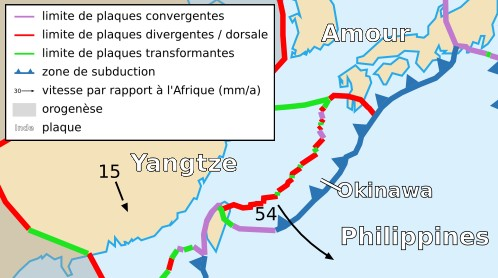
Płyta okinawska

Płyta okinawska – niewielka płyta tektoniczna, położona w zachodniej części Oceanu Spokojnego.
Od północnego zachodu graniczy z płytą Jangcy, od północy z płytą amurską, a od południowego wschodu i południa z filipińską.
Według większości autorów jest częścią płyty eurazjatyckiej.